# Conus cepasi
''Conus cepasi'' é uma espécie de gastrópode da família Conidae. É endémica de Angola.